# Jah Stitch
Jah Stitch, nom de scène de Melbourne James, est un deejay jamaïcain, né à Kingston (Jamaïque) le 27 juillet 1949 et mort dans la même ville le 28 avril 2019[réf. nécessaire]. 

## Biographie
Jah Stitch a connu le succès dans les années 1970, en remixant de grandes chansons de reggae. Il fut surtout Deejay pour les sound system "Tippertone" et "Black Harmony", et Selecteur pour le sound system "Youth Promotion" en Jamaïque.

## Discographie

### Albums
- 1976 : No Dread Can't Dread
- 1977 : Watch Your Step Youth Man
- 1979 : Moving Away
- 198? : Love And Harmony (avec Jackie Mittoo aux King Tubby's Studios)

### Compilations
- Original Ragga Muffin - 1975 - 1977, Blood and Fire.
- The Killer - 1975 - 1977, Culture Press.